# 逸見稔
逸見 稔（へんみ みのる、1933年4月1日 - 1995年12月9日）は、日本のテレビプロデューサー、オフィス・ヘンミ創業者。神奈川県出身。

## 来歴
慶應義塾大学法学部を卒業すると同時に松下電器産業に入社して、東京宣伝部に配属される。初仕事はCMソング「明るいナショナル」の担当。やがてドラマを任されることとなり、スポンサー側プロデューサーという立場の「クライアントプロデューサー」としてテレビ番組作りに参加し、青春ドラマのはしり『青年の樹』、ホームドラマのはしり『七人の孫』（森繁久彌主演）、クイズ番組のはしり『ズバリ!当てましょう』（フジテレビ）等を制作した。
1966年に開始した、NETテレビのナショナルゴールデン劇場で、時代劇、サスペンス、現代劇、フルーツ・シリーズ等ジャンルにとらわれない多数の作品を制作し、『だいこんの花』が大ヒットを飛ばした。その傍ら1969年にTBSのナショナル劇場にて『水戸黄門』をスタート、その後同放送枠にて立て続けに『大岡越前』、『江戸を斬る』等を企画制作、いずれも大ヒットしシリーズ化された。
映像プロデューサーとしては、逸見を中心とした創作集団「葉村彰子」を結成し、高名な脚本家や映画監督を起用して視聴率の高いドラマ作りに寄与した。
ドラマ作りにおいては「プロデューサーには編集権がある」というスタンスで、脚本改稿、シーンの撮り直しや編集のやり直しを納得がいくまで要求した。「子供からお年寄りまで誰もがわかり易く楽しく見ることができる」という視聴率戦略からのものだった。
1980年、宣伝事業部長を最後に松下電器から独立し、制作プロダクション「オフィス・ヘンミ」を設立。テレビ番組（特にドラマ）、CMの企画・製作に携わった。
1995年12月9日午前8時48分、心筋梗塞の為死去62歳没。
数々の役者をスターにのし上げ「テレビ界の名伯楽」とも呼ばれていた。逸見の葬儀委員長を務めた森繁久彌は弔辞で「あなたのもとで沢山の人が育ちました。私もその一人です。」と語りかけた。逸見が作った人脈の広さからオフィス・ヘンミは加山雄三等のタレントのディナーショーからドラマ制作まで手がけるプロダクションとして知られている。

## 担当作品

### 映画作品
- 水戸黄門（1978年）
- ねらわれた学園（1981年）

他多数

### テレビ作品
- ナショナルゴールデン・アワー → ナショナル劇場（1956年 - 1996年、ラジオ東京テレビ → KR → TBS）
  - てんてん娘捕物帳（1956年 - 1957年）
  - めんどりの玉子（1957年10月7日）
  - ママ信じてよ 前篇・後篇（1957年10月14日、10月21日）
  - 人知れずこそ（1958年、 東宝）
  - 銭形平次捕物控（1958年 - 1960年、電通企画制作局）
  - 松本清張シリーズ・黒い断層（1960年 - 1961年）
  - 青年の樹（1961年 - 1962年）
  - 大学生諸君（1963年）
  - 七人の孫（1964年 - 1966年）
  - 関の弥太っぺ（1964年6月14日）
  - 河のほとりで（1964年）
  - さぼてん（1964年 - 1965年）
  - 光る海（1965年）
  - ともだち（1966年）
  - 青春怪談（1966年、東宝）
  - 戦国太平記 真田幸村（1966年 - 1967年）
  - 娘たちはいま（1967年 - 1968年） - 企画
  - 顎十郎捕物帳（1968年） - 企画
  - S・Hは恋のイニシァル（1969年） - 企画
  - 水戸黄門（第1部 - 第24部）（1969年 - 1996年、C.A.L） - 企画・制作（第16部まではノンクレジット）
  - 大岡越前（第1部 - 第14部）（1970年 - 1996年、C.A.L） - 企画・制作（第9部まではノンクレジット）
  - 江戸を斬る（1973年 - 1977年・1979年 - 1981年・1987年・1994年、C.A.L） - 企画・制作（江戸を斬るVIまではノンクレジット）
  - 翔んでる!平賀源内（1989年、C.A.L） - 制作
  - 水戸黄門外伝 かげろう忍法帖（1995年、C.A.L） - 制作
- ナショナルキッド（1960年 - 1961年、日本教育テレビ / 東映）
- 少年ケニヤ（1961年 - 1962年、NET  / 東映）
- ナショナルゴールデン劇場 → ゴールデン劇場（NET → ANB → テレビ朝日）
  - 戦国夫婦物語『功名が辻』（1966年、東宝） - 企画
  - 逃亡（1966年） - 企画
  - 暗闇の丑松（1966年9月8日） - 企画
  - 伊勢守異聞（1966年9月15日） - 企画
  - 生きていた石松（1966年9月22日） - 企画
  - いのち（1966年9月29日） - 企画
  - 愛しき哉（1966年） - 企画
  - いまに陽が昇る（1967年） - 企画
  - おやじさん（1967年） - 企画
  - 北斗の人（1967年） - 企画
  - 霧の旗（1967年） - 企画
  - 女の中の悪魔（1968年） - 企画
  - さくらんぼ（1968年） - 企画
  - 流れる雲（1968年） - 企画
  - レモンの涙（1968年） - 企画
  - 十一番目の志士（1968年、俳優座） - 企画
  - もも・くり三年（1968年） - 企画
  - お吟さま（1968年） - 企画
  - フルーツポンチ3対3（1968年） - 企画
  - 風林火山（1969年） - 企画
  - 夫婦の設計（1969年） - 企画
  - どくろ銭（1969年） - 企画
  - レモンスカッシュ4対4（1969年） - 企画
  - 時代劇フルーツシリーズ 亭主の好きな柿8年 女房太閤記（1970年） - 企画
  - 花と龍（1970年） - 企画
  - 二人の妻をもつ男（1970年） - 企画
  - 掌の中の卵（1970年） - 企画
  - 北条政子（1970年） - 企画
  - だいこんの花（1970年 - 1977年） - 企画
  - 鬼退治（1971年） - 企画
  - 夜の学校（1971年） - 企画
  - ちん・とん・しゃん（1971年） - 企画
  - にんじんの詩（1972年） - 企画
  - 黄色いトマト（1972年） - 企画
  - じゃがいも（1973年 - 1975年） - 企画
  - ねぎぼうずの唄（1974年） - 企画
  - どてかぼちゃ（1975年 - 1976年） - 企画
  - 若き日の北条早雲（1980年、東映） - 企画（ノンクレジット）
  - 森繁久彌のおやじは熟年（1981年、O・H） - 制作
- 清水次郎長（1971年 - 1972年、フジテレビ・タケワキプロダクション / 東映） - 企画（ノンクレジット）
- 玉ねぎむいたら…（1981年、O・H / TBS）
- 俺はご先祖さま（1981年 - 1982年、日本テレビ / オフィス・ヘンミ）
- 天下御免の頑固おやじ 大久保彦左衛門（1982年1月1日、オフィス・ヘンミ / TBS）
- 清水次郎長（1981年10月2日、東映 / オフィス・ヘンミ） - 企画
- はらぺこ同士（1982年、オフィス・ヘンミ / TBS）
- 女7人あつまれば（1982年 - 1983年、オフィス・ヘンミ / TBS）
- お師匠さんは名探偵（1983年 - 1984年、オフィス・ヘンミ / TBS） - 企画
- 還らざる海（1983年5月28日、オフィス・ヘンミ / TBS） - 企画
- あるフィルムの背景（1983年6月25日、オフィス・ヘンミ / TBS） - 企画
- 妖精が悪魔のように忍びよる（1983年7月9日、オフィス・ヘンミ / TBS） - 企画
- 開き過ぎた扉（1983年10月22日、オフィス・ヘンミ / TBS） - 企画
- シンデレラの財布（1984年、オフィス・ヘンミ / TBS）
- 宣告（1984年5月19日、オフィス・ヘンミ / TBS） - 企画
- その時、妻はシリーズ（1984年 - 1985年、オフィス・ヘンミ / TBS）
- 刑事 父と娘の果てしない旅（1984年9月22日、オフィス・ヘンミ / TBS） - 企画
- 向田邦子新春スペシャル（1985年 - 1996年、 TBS / KANOX）
  - 眠る盃（1985年1月9日） - 企画協力
  - 夜中の薔薇（1985年1月16日） - 企画協力
  - 冬の家族（1985年1月23日） - 企画協力
  - 女の人差し指（1986年1月8日） - 企画協力
  - 麗子の足（1987年1月7日） - 企画協力
  - 男どき女どき（1988年1月6日） - 企画協力
  - わが母の教えたまいし（1989年1月14日） - 企画協力
  - 隣りの神様（1990年1月4日） - 企画協力
- 月曜ドラマスペシャル（1989年 - 1996年、TBS）
  - 向田邦子シリーズ（KANOX）
    - 向田邦子新春シリーズ・女正月（1991年1月7日） - 企画協力
    - 向田邦子新春スペシャル・華燭（1992年1月6日） - 企画協力
    - 向田邦子新春シリーズ・家族の肖像（1993年1月11日） - 企画協力
    - 向田邦子新春シリーズ・いとこ同志（1994年1月10日、オフィス・ヘンミ） - 企画協力
    - 向田邦子新春シリーズ・風を聴く日（1995年1月9日、オフィス・ヘンミ） - 企画協力
    - 向田邦子終戦特別企画・いつか見た青い空（1995年8月7日、オフィス・ヘンミ） - 企画協力
    - 向田邦子新春シリーズ・響子（1996年1月8日、オフィス・ヘンミ） - 企画協力

  - 松本清張作家活動40年記念 黒い画集 坂道の家（1991年8月26日、オフィス・ヘンミ） - 企画
  - 北大路欣也芸能生活三十五周年記念番組 忠治旅日記（1992年2月24日、オフィス・ヘンミ） - 企画
  - かあさんはドン？（1992年6月15日、オフィス・ヘンミ） - 企画
  - 一色京太郎事件ノート（第1回 - 第2回）（1995年 - 1996年、オフィス・ヘンミ）
- ガンコおやじに敬礼!（1985年、オフィス・ヘンミ / TBS）
- 明日を殺さないで（1985年10月31日、フジテレビ / オフィス・ヘンミ） - 企画
- おやじのヒゲ（1986年 - 1996年、オフィス・ヘンミ / TBS） - 企画
- 七人の孫（1987年1月2日、オフィス・ヘンミ / TBS）
- 南の海でドッキリ体験（1987年8月19日、オフィス・ヘンミ / TBS） - 企画
- ドラマ23（1988年、TBS）
  - ママは幽霊がお好き（1988年、オフィス・ヘンミ） - 企画
  - 不倫の恋日記（1988年、オフィス・ヘンミ） - 企画
- 花くらべ（1988年、オフィス・ヘンミ / TBS）
- ウルトラマンをつくった男たち 星の林に月の舟（1989年3月21日、オフィス・ヘンミ・木下プロダクション・円谷プロダクション / TBS） - 企画
- ドラマチック22（1989年 - 1991年、TBS）
  - 日本はどうなるシリーズ ザ・教育費（1989年11月4日、オフィス・ヘンミ） - 企画
  - ごきげんよう!横断歩道でつかまえて（1990年6月30日） - 企画
  - 夫のいない4日間（1991年2月9日） - 企画
- 女忍かげろう組（1990年 - 1991年、日本テレビ / オフィス・ヘンミ） - 制作
- TBS木曜9時枠の連続ドラマ（1992年、TBS）
  - 社長になった若大将（1992年、オフィス・ヘンミ） - 企画
  - 夏の嵐!（1992年、オフィス・ヘンミ） - 企画

他多数

## 家族
- 逸見勉（弟、オフィス・ヘンミ2代目代表取締役社長）
- 逸見敦子（妻）

## 著書
- 『黄門様はテレビ好き』近代映画社、1993年11月。ISBN 4764817276